# John Laffin
John Laffin (Sídney, 21 de septiembre de 1922 - 2002) fue un historiador militar australiano.
El interés de Laffin por los asuntos militares quizá se debía al hecho de que sus padres estuvieron en servicio durante la Primera Guerra Mundial, su padre como oficial de infantería y su madre como enfermera.
Asimismo, él estuvo en servicio durante la Segunda Guerra Mundial con los comandos australianos en Papúa Nueva Guinea. A su regreso, fue confinado a una clínica de reposo por sus heridas.
Según la información biográfica suministrada por la editorial Grafton Books, subdivisión de Collins Publishing Group, en 1988 era el autor de más de 100 libros de historia militar.

## Obras selectas
- Grandes batallas de la historia
- Tommy Atkins
- Jackboot
- British Butchers and Bunglers of WWI

- Datos: Q6243803